# Leipziger Synagogalchor

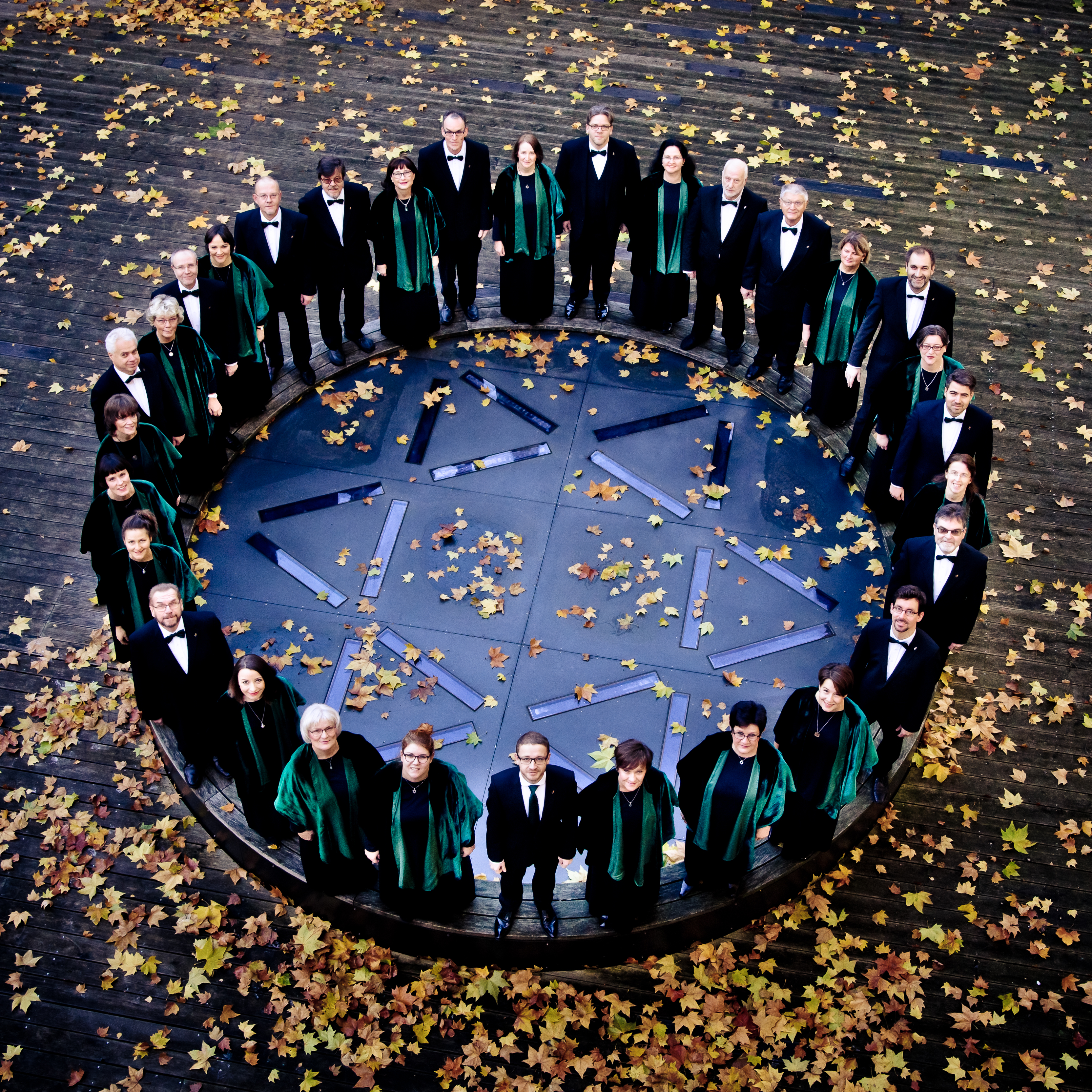
Leipziger Synagogalchor (2016)

Der Leipziger Synagogalchor ist ein gemischter Chor, der sich der Pflege und Bewahrung synagogaler Musik sowie jiddischer und hebräischer Folklore widmet. Der Chor umfasst circa 35 nichtjüdische Laiensänger, die aber zum großen Teil über eine private Gesangsausbildung verfügen. Hinsichtlich seiner Leistung wird der Chor professionellen Ansprüchen gerecht. Das äußert sich unter anderem in seinen weltweiten Auftrittsorten und darin, dass er mit renommierten Gesangssolisten und Orchestern zusammenarbeitet. Der Chor ist Mitglied im Verband Deutscher Konzertchöre (VDKC) und im Netzwerk Tolerantes Sachsen.

## Geschichte
Der Synagogalchor ging 1962 aus dem Leipziger Oratorienchor hervor, den der jüdische Oberkantor Werner Sander 1951 in Leipzig gegründet hatte. Ziel des nun etwas verkleinerten Chores war neben der Folklorepflege die Aufführung jüdischer Komponisten wie beispielsweise Samuel Naumbourg, Salomon Sulzer und Louis Lewandowski. Nach der Umstellung auf das neue Metier trat der Chor 1963 erstmals vor Publikum auf. Bereits 1965 erschien bei ETERNA die erste Langspielplatte.
Nach dem plötzlichen Tod von Werner Sander wurde 1972 der Tenor an der Oper Leipzig Helmut Klotz, der schon solistisch mit dem Chor zusammengearbeitet hatte, zum Chorleiter berufen. Helmut Klotz ist es in seiner künstlerischen Leitungstätigkeit gelungen, den Chor zu einem semi-professionellen Ensemble zu formen. Er arbeitete mit Solisten der Opernhäuser in Leipzig, Berlin und Zürich und mit Mitgliedern des Gewandhausorchesters oder des MDR-Sinfonieorchesters zusammen.
Auftrittshäuser des Chores waren unter anderem die Berliner Philharmonie, das Berliner Schauspielhaus, der Münchner Gasteig, das Leipziger Gewandhaus, die Alte Oper in Frankfurt, der Kölner Dom, das Hygienemuseum Dresden, die Frauenkirche Dresden, das Alte Rathaus Leipzig, die Stiftskirche Stuttgart und der Dom zu Bautzen sowie die Synagoge Rykestraße in Berlin und die die Synagogen von Dresden, Chemnitz, Erfurt, Berkach, Leipzig, Minden, Worms und Mannheim. Auslandsreisen führten nach Südafrika, Brasilien, Spanien, Portugal, Schweden, Odessa, Brüssel, Paris, London sowie mehrfach in die USA, nach Tschechien, Polen und Israel. Seit 1980 wirkt das Ensemble auch am ökumenischen Gottesdienst in der Leipziger Thomaskirche zum Gedenken an die Opfer der Reichspogromnacht vom 9. November 1938 mit.
Im Rahmen die Feierlichkeiten zum Jubiläum „50 Jahre Leipziger Synagogalchor – 40 Jahre unter Leitung von Kammersänger Helmut Klotz“ leitete Helmut Klotz am 14. April 2012 den Chor letztmals in einem Festkonzert im großen Saal des Leipziger Gewandhauses und gab die Stellung als Chorleiter aus Altersgründen auf.
Sein Nachfolger, der Sänger und Chordirigent Ludwig Böhme, übernahm die künstlerische Leitung des Chores am Folgetag, dem 15. April 2012. Böhme wird den Chor nach seinem Amtsantritt als künstlerischer Leiter des Windsbacher Knabenchors letztmals im Festkonzert zum 60-jährigen Bestehen des Synagogalchors am 12. November 2022 im Leipziger Gewandhaus leiten. Unter seinem Dirigat waren Höhepunkte unter anderem die Wiederaufführung eines Leipziger Synagogenkonzerts von 1926 zusammen mit dem Kammerchor Josquin des Préz, die „Klassik-Klezmer“-Fusion mit dem Ensemble Rozhinkes zur Jüdischen Woche in Leipzig 2017, die Aufführung von Ernest Blochs Sabbatgottesdienst Avodath hakodesh für großen Chor, Solist und Orchester zur Jüdischen Woche in Leipzig 2019 vor 800 Zuhörern im Leipziger Hauptbahnhof als „Bloch im Bahnhof“  sowie die Leipziger Erstaufführung des Oratoriums Joram von Paul Ben-Haim 2022.
Im September 2022 übernahm Philipp Goldmann die künstlerische Leitung des Leipziger Synagogalchores.
Das Bemühen des Chores um die „Revitalisierung der synagogalen Chormusik des 19. und 20. Jahrhunderts Ost- und Mitteleuropas“ wurde 2020 in das Register guter Praxisbeispiele des Bundesweiten Verzeichnisses des immateriellen Kulturerbes eingetragen. 2017 erhielt der Chor die Auszeichnung für herausragende Leistungen des Obermayer German Jewish History Award. 
Die Vielfalt der Veranstaltungen, Konzertorte und Anlässe, die Mitwirkenden und das aufgeführte Repertoire aus knapp 60 Jahren Chorgeschichte ist seit November 2020 in der Datenbank musiconn.performance, dem Portal für musikalische Aufführungspraxis der Sächsische Landesbibliothek – Staats- und Universitätsbibliothek Dresden (SLUB), recherchierbar. Die Daten wurden auf der Grundlage des Chorarchivs ausgewertet.
Das Plakat- und Programmarchiv des Chores wurde 2022 in das Landesdigitalisierungsprogramm für Wissenschaft und Kultur des Freistaates Sachsen sachsen.digital aufgenommen und steht in den digitalen Sammlungen zur Verfügung.

## Chorleiter
- 1962–1972: Werner Sander
- 1972–2012: Helmut Klotz
- 2012–2022: Ludwig Böhme
- 2022–00000Philipp Goldmann[10]

## Auszeichnungen
- 1978, 1981 und 1984: Hervorragendes Volkskunstkollektiv
- 1981: Kunstpreis der Stadt Leipzig
- 1986: Ausgezeichnetes Volkskunstkollektiv
- 1988: Stern der Völkerfreundschaft in Gold
- 2017: Ehrenpreis der Obermayer German Jewish History Awards[11] (erstmals an eine Organisation statt an Einzelpersonen)

## Finanzierung
Träger des Leipziger Synagogalchores war bis 1990 der Verband der Jüdischen Gemeinden in der DDR und erhielt dafür Fördermittel aus dem Kulturfonds der DDR. Seitdem ist der Chor ein eingetragener gemeinnütziger Verein. Er wird institutionell gefördert vom Kulturamt der Stadt Leipzig.

## Diskografie (Auswahl)
- Meisterwerke der Synagoge, LP, Eterna, 1965
- Jüdische Lieder – Kostbarkeiten jüdischer Folklore, LP, Eterna, 1969
- Jüdische Gesänge, LP, Eterna, 1971
- Der Leipziger Synagogalchor singt, LP, Eterna, 1983
- Der Leipziger Synagogalchor zugunsten des Wiederaufbaus der Synagoge Dresden (Historische Aufnahmen 1979–1988 und Jubiläumskonzert 2002), 2 CDs, Sächsische Tonträger, Dresden 1997
- Lidl fun goldenem Land, Leitung: Ludwig Böhme, querstand, 2016
- Klingende Toleranz, Leitung: Ludwig Böhme, querstand, 2019
- Samuel Lampel: Abendgebet für Schabbat Leipzig 1928; Leitung: Philipp Goldmann, Rondeau Production GmbH, 2023